# Bonaventure Kalou
Bonaventure Kalou (Oumé, 1978. január 12. –) elefántcsontparti válogatott labdarúgó.

## Család
Testvére Salomon Kalou a Hertha BSC elefántcsontparti labdarúgó-válogatott játékosa, aki korábban az angol Chelsea FC játékosa is volt.

## Sikerei, díjai
- Feyenoord
  - Holland bajnok: 1998-99
  - UEFA-kupa: 2002
- AJ Auxerre
  - Francia kupa: 2004-05
- PSG
  - Francia kupa: 2005-06
- SC Heerenveen
  - Holland kupa: 2008-09

## Külső hivatkozások
- Bonaventure Kalou Transfermarkt